# سیکلوآلکان

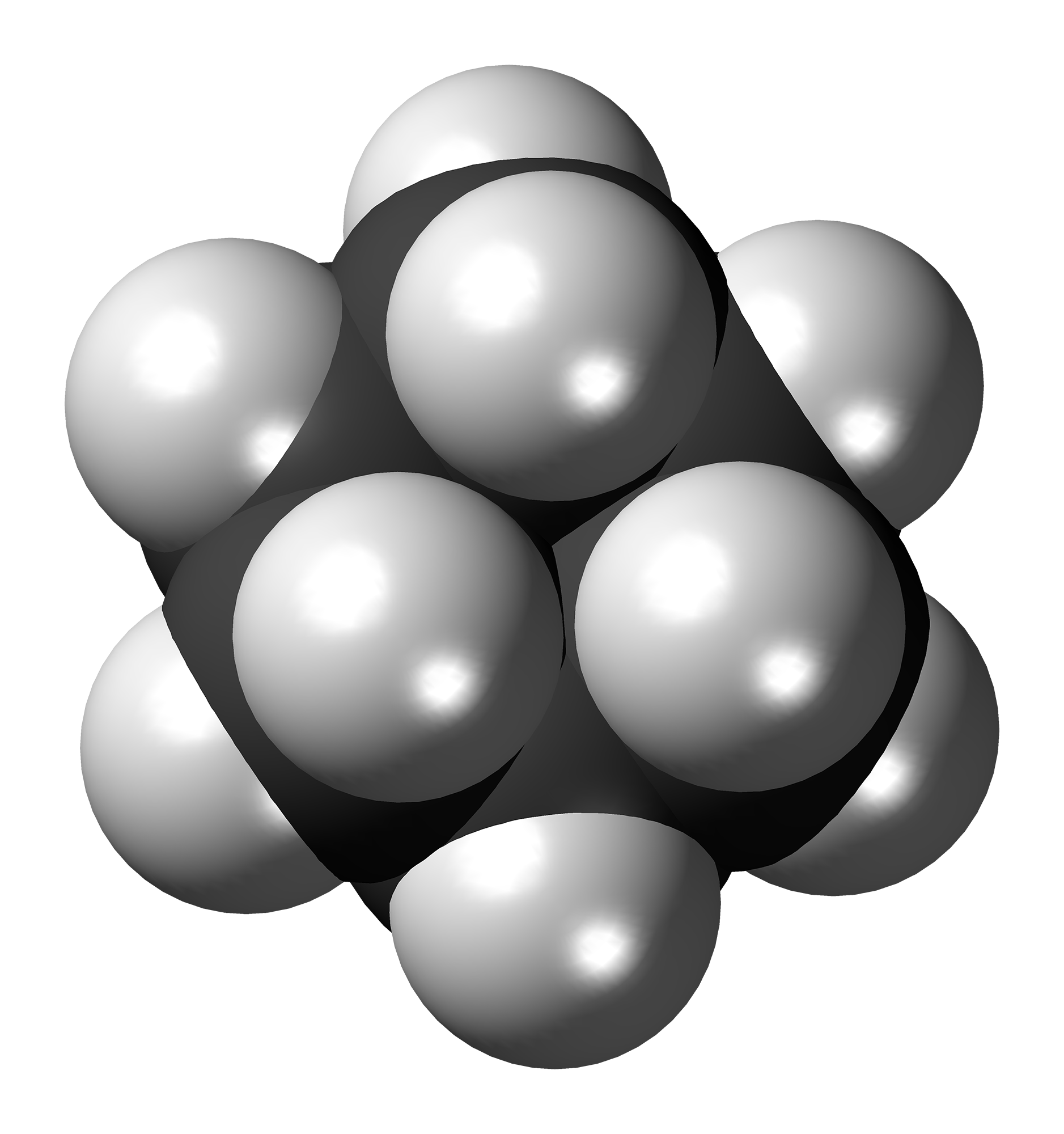

سیکلوآلکان‌ها (به انگلیسی: Cycloalkane) یا نفتن‌ها (به انگلیسی: naphthenes) ترکیبات سیر شده حلقوی هستند که در آن‌ها تمام کربن‌ها دارای پیوندهای یگانه هستند. و به صورت حلقوی به هم متصل هستند.
هیبریداسیون اتم‌های کربن در سیکلوآلکان‌ها sp3 است و تمام پیوندهای موجود در این ترکیبات از نوع سیگما است. براي مثال هيدروكربني با شش اتم كربن و دوازده اتم هيدروژن موسوم به سيكلو هگزان است که پایدار ترین سیکلو الکان می‌باشد.

## فرمول عمومی
فرمول عمومی سیکلوآلکان‌ها CnH2n بوده و کاملاً مشخص است که مقدار n باید مساوی یا بیشتر از ۳ باشد تا یک حلقه ایجاد گردد.
همچنین سیکلوآلکان‌ها دارای شکل‌های فضایی منحصر به فردی هستند.
سیکلوآلکان‌ها دارای خواص مشابه با آلکان‌ها نیز می‌باشند.

## نامگذاری سیکلوآلکان‌ها
برای نامگذاری سیکلوآلکان‌ها حلقه را مانند زنجیر اصلی در آلکان‌ها نام‌گذاری می‌کنیم با این تفاوت که برای این ترکیبات همیشه از پیشوند «سیکلو» استفاده می‌کنیم.
به الگوی زیر توجه کنید:
«سیکلو + تعداد کربن حلقه با لفظ یونانی + ان» 

## نامگذاری سیکلو آلکان‌های شاخه‌دار
برای نام‌گذاری سیکلوآلکان‌های شاخه‌دار چنانچه فقط یک شاخه جانبی بر روی حلقه وجود داشته باشد، قبل از ذکر نام سیکلو آلکان، نام شاخه را ذکر می‌کنیم.
چنانچه بیشتر از یک شاخه بر روی حلقه اصلی موجود باشد، حلقه را طوری شماره‌گذاری می‌کنیم که عدد ایجادشده از پشت سرهم قرار گرفتن شماره شاخه‌ها، عدد کوچکتری به دست آید.
و شماره کربن محل شاخه را قبل از نام شاخه ذکر می‌کنیم.

## سیکلو آلکان به عنوان شاخه
اگر تعداد کربن‌های شاخه بیشتر از تعداد کربن‌های حلقه باشد، در این صورت حلقه را به عنوان شاخه در نظر می‌گیریم.
سایر قواعد نامگذاری مانند نامگذاری آلکان‌ها است.